# Лысов, Михаил Сергеевич
Михаил Сергеевич Лысов (19 июля 1921, Холмская, Кубано-Черноморская область — 12 марта 1944, Новоархангельский район, Кировоградская область) — участник Великой Отечественной войны, командир сапёрного отделения 89-го гвардейского отдельного сапёрного батальона 78-й гвардейской стрелковой дивизии 25-го гвардейского стрелкового корпуса 7-й гвардейской армии Степного фронта, гвардии старший сержант.

## Биография
Родился в семье крестьянина. Русский. Член ВКП(б). Окончил неполную среднюю школу, затем работал столяром в школе ФЗО города Новороссийска, с 1940 года служил в Красной Армии.
Участник Великой Отечественной войны с июня 1941 года. Как командир сапёрного отделения 89-го гвардейского отдельного сапёрного батальона во время форсирования Днепра частями дивизии 25-27 сентября 1943 года в районе села Домоткань (Верхнеднепровский район Днепропетровской области) в течение двух суток осуществлял переправу артиллерии и пехоты на правый берег, что позволило захватить и удержать плацдарм.
Звание Героя Советского Союза присвоено 26 октября 1943 года. Награждался орденами Ленина, Красной Звезды, Отечественной войны 2-й степени(посмертно), медалями: «За боевые заслуги»,"За оборону Сталинграда".
Погиб в боях 12 марта 1944 года. Похоронен в селе Каменечье Новоархангельского района Кировоградской области. В родной станице одна из улиц и школа № 17 получили его имя.